# Финал Гран-при по фигурному катанию 2016/2017
Финал Гран-при по фигурному катанию 2016/2017 (англ. 2016–2017 Grand Prix of Figure Skating Final) — заключительный турнир серии Гран-при по фигурному катанию в сезоне 2016—2017 годов. В этом соревновании в каждой дисциплине приняли участие по шесть лучших взрослых и юниоров (одиночников или пар), определившихся по итогам серии.

## Место проведения
Финал состоялся в третий раз во Франции и впервые в курортном городе Марсель с 8 по 11 декабря 2016 года. Спортсмены соревновались в категориях: мужское и женское одиночное катание, парное катание и танцы на льду. Одновременно прошёл финал серии Гран-при среди юниоров в тех же четырёх дисциплинах.

## Участники
При равенстве очков в финал проходит тот, кто занял место выше на этапах. Если этот критерий не помог выявить лучшего, то сравнивают сумму полученных баллов.

### Основной турнир
По результатам серии Гран-при, в финал прошли следующие спортсмены:
|          | Мужчины                  | Женщины                  | Пары                                       | Спортивные танцы                            |
| -------- | ------------------------ | ------------------------ | ------------------------------------------ | ------------------------------------------- |
| 1        | Испания Хавьер Фернандес | Россия Евгения Медведева | Канада Меган Дюамель / Эрик Рэдфорд        | Канада Тесса Вертью / Скотт Моир            |
| 2        | Канада Патрик Чан        | Россия Анна Погорилая    | Германия Алёна Савченко / Бруно Массо      | США Майя Шибутани / Алекс Шибутани          |
| 3        | Япония Сёма Уно          | Россия Елена Радионова   | Китай Юй Сяоюй / Чжан Хао                  | Франция Габриэла Пападакис / Гийом Сизерон  |
| 4        | Япония Юдзуру Ханю       | Канада Кэйтлин Осмонд    | Китай Пэн Чэн / Цзинь Ян                   | Россия Екатерина Боброва / Дмитрий Соловьёв |
| 5        | США Нэтан Чен            | Россия Мария Сотскова    | Россия Евгения Тарасова / Владимир Морозов | США Мэдисон Чок / Эван Бейтс                |
| 6        | США Адам Риппон          | Япония Сатоко Мияхара    | Канада Джулианна Сеген / Чарли Билодо      | США Мэдисон Хаббелл / Закари Донохью        |
| Запасные |                          |                          |                                            |                                             |
| 1-й      | Китай Цзинь Боян         | США Эшли Вагнер          | Россия Наталья Забияко / Александр Энберт  | Канада Кэйтлин Уивер / Эндрю Поже           |
| 2-й      | Россия Сергей Воронов    | Япония Маи Михара        | США Хэвен Денни / Брэндон Фрейзер          | Канада Пайпер Гиллес / Поль Пуарье          |
| 3-й      | Израиль Алексей Быченко  | Япония Вакаба Хигути     | Канада Любовь Илюшечкина / Дилан Москович  | Италия Анна Каппеллини / Лука Ланотте       |

### Юниоры
По результатам серии Гран-при среди юниоров, в финал прошли следующие спортсмены:
|          | Юноши                          | Девушки                         | Пары                                                | Спортивные танцы                             |
| -------- | ------------------------------ | ------------------------------- | --------------------------------------------------- | -------------------------------------------- |
| 1        | Россия Александр Самарин       | Россия Анастасия Губанова       | Россия Анастасия Мишина / Владислав Мирзоев         | Россия Алла Лобода / Павел Дрозд             |
| 2        | Республика Корея Чха Чжун Хван | Россия Полина Цурская           | Чехия Анна Душкова / Мартин Бидарж                  | США Рэйчел Парсонс / Майкл Парсонс           |
| 3        | США Алексей Красножон          | Япония Рика Кихира              | Россия Алина Устимкина / Никита Володин             | США Лоррейн Макнамара / Куинн Карпентер      |
| 4        | Россия Роман Савосин           | Япония Каори Сакамото           | Россия Амина Атаханова / Илья Спиридонов            | Франция Анжелика Абашкина / Луи Торон        |
| 5        | Россия Илья Скирда             | Россия Алина Загитова           | Россия Александра Бойкова / Дмитрий Козловский      | США Кристина Каррейра / Энтони Пономаренко   |
| 6        | Россия Дмитрий Алиев           | Япония Марин Хонда              | Россия Екатерина Борисова / Дмитрий Сопот           | Россия Анастасия Шпилевая / Григорий Смирнов |
| Запасные |                                |                                 |                                                     |                                              |
| 1-й      | США Винсент Чжоу               | Россия Елизавета Нугуманова     | Австралия Екатерина Александровская / Харли Уиндзор | Россия Анастасия Скопцова / Кирилл Алёшин    |
| 2-й      | США Эндрю Торгашев             | Россия Станислава Константинова | США Челси Лю / Брайан Джонсон                       | Россия Софья Полищук / Александр Вахнов      |
| 3-й      | Канада Роман Садовский         | Япония Юна Сираива              | Канада Лори-Энн Матте / Тьерри Ферлан               | Чехия Николь Кузьмич / Александр Синицын     |

### Снявшиеся фигуристы
За полторы недели до старта, среди юниоров, снялись по медицинским показаниям российская одиночница Цурская и спортивная пара Борисова и Сопот. За неделю до старта снялись немецкие парники Савченко и Массо.

## Результаты

### Мужчины
| Место | Фигурист         | Страна  | Сумма баллов | SP | SP     | FS | FS     |
| ----- | ---------------- | ------- | ------------ | -- | ------ | -- | ------ |
| 1     | Юдзуру Ханю      | Япония  | 293.90       | 1  | 106.53 | 3  | 187.37 |
| 2     | Нэтан Чен        | США     | 282.85       | 5  | 85.30  | 1  | 197.55 |
| 3     | Сёма Уно         | Япония  | 282.51       | 4  | 86.82  | 2  | 195.69 |
| 4     | Хавьер Фернандес | Испания | 268.77       | 3  | 91.76  | 4  | 177.01 |
| 5     | Патрик Чан       | Канада  | 266.75       | 2  | 99.76  | 5  | 166.99 |
| 6     | Адам Риппон      | США     | 233.10       | 6  | 83.93  | 6  | 149.17 |

### Женщины
| Место | Фигуристка        | Страна | Сумма баллов | SP | SP    | FS | FS     |
| ----- | ----------------- | ------ | ------------ | -- | ----- | -- | ------ |
| 1     | Евгения Медведева | Россия | 227.66       | 1  | 79.21 | 1  | 148.45 |
| 2     | Сатоко Мияхара    | Япония | 218.33       | 3  | 74.64 | 2  | 143.69 |
| 3     | Анна Погорилая    | Россия | 216.47       | 4  | 73.29 | 3  | 143.18 |
| 4     | Кэйтлин Осмонд    | Канада | 212.45       | 2  | 75.54 | 4  | 136.91 |
| 5     | Мария Сотскова    | Россия | 198.79       | 6  | 65.74 | 5  | 133.05 |
| 6     | Елена Радионова   | Россия | 188.81       | 5  | 68.98 | 6  | 119.83 |

### Спортивные пары
| Место | Фигуристы                           | Страна | Сумма баллов | SP | SP    | FS | FS     |
| ----- | ----------------------------------- | ------ | ------------ | -- | ----- | -- | ------ |
| 1     | Евгения Тарасова / Владимир Морозов | Россия | 213.85       | 1  | 78.60 | 1  | 135.25 |
| 2     | Юй Сяоюй / Чжан Хао                 | Китай  | 206.71       | 2  | 75.34 | 3  | 131.37 |
| 3     | Меган Дюамель / Эрик Рэдфорд        | Канада | 205.99       | 3  | 71.44 | 2  | 134.55 |
| 4     | Наталья Забияко / Александр Энберт  | Россия | 188.32       | 5  | 65.79 | 5  | 122.53 |
| 5     | Джулианна Сеген / Чарли Билодо      | Канада | 186.85       | 6  | 60.86 | 4  | 125.99 |
| 6     | Пэн Чэн / Цзинь Ян                  | Китай  | 183.19       | 4  | 70.84 | 6  | 112.35 |

### Танцы на льду
| Место | Фигуристы                            | Страна  | Сумма баллов | SP | SP    | FS | FS     |
| ----- | ------------------------------------ | ------- | ------------ | -- | ----- | -- | ------ |
| 1     | Тесса Вертью / Скотт Моир            | Канада  | 197.22       | 1  | 80.50 | 1  | 116.72 |
| 2     | Габриэла Пападакис / Гийом Сизерон   | Франция | 192.81       | 3  | 77.86 | 2  | 114.95 |
| 3     | Майя Шибутани / Алекс Шибутани       | США     | 189.60       | 2  | 77.97 | 3  | 111.63 |
| 4     | Екатерина Боброва / Дмитрий Соловьёв | Россия  | 181.95       | 4  | 74.04 | 5  | 107.91 |
| 5     | Мэдисон Хаббелл / Закари Донохью     | США     | 179.59       | 5  | 72.47 | 6  | 107.12 |
| 6     | Мэдисон Чок / Эван Бейтс             | США     | 179.32       | 6  | 70.87 | 4  | 108.45 |

### Юноши
| Место | Фигурист          | Страна           | Сумма баллов | SP | SP    | FS | FS     |
| ----- | ----------------- | ---------------- | ------------ | -- | ----- | -- | ------ |
| 1     | Дмитрий Алиев     | Россия           | 240.07       | 1  | 81.37 | 1  | 158.70 |
| 2     | Александр Самарин | Россия           | 236.52       | 2  | 81.08 | 2  | 155.44 |
| 3     | Чха Чжун Хван     | Республика Корея | 225.55       | 4  | 71.85 | 3  | 153.70 |
| 4     | Роман Савосин     | Россия           | 212.39       | 3  | 72.98 | 4  | 139.41 |
| 5     | Алексей Красножон | США              | 208.85       | 5  | 71.48 | 6  | 137.37 |
| 6     | Илья Скирда       | Россия           | 207.11       | 6  | 68.31 | 5  | 138.80 |

### Девушки
| Место | Фигуристка           | Страна | Сумма баллов | SP                        | SP                        | FS                        | FS                        |
| ----- | -------------------- | ------ | ------------ | ------------------------- | ------------------------- | ------------------------- | ------------------------- |
| 1     | Алина Загитова       | Россия | 207.43       | 1                         | 70.92                     | 1                         | 136.51                    |
| 2     | Анастасия Губанова   | Россия | 194.07       | 3                         | 60.38                     | 2                         | 133.77                    |
| 3     | Каори Сакамото       | Япония | 176.33       | 2                         | 64.48                     | 4                         | 111.85                    |
| 4     | Рика Кихира          | Япония | 175.16       | 5                         | 54.78                     | 3                         | 120.38                    |
| 5     | Елизавета Нугуманова | Россия | 170.08       | 4                         | 58.34                     | 5                         | 111.74                    |
| WD    | Марин Хонда          | Япония | withdrew     | withdrew from competition | withdrew from competition | withdrew from competition | withdrew from competition |

WD — спортсменка снялась с турнира.

### Спортивные пары (юн)
| Место | Фигуристы                                 | Страна    | Сумма баллов | SP | SP    | FS | FS     |
| ----- | ----------------------------------------- | --------- | ------------ | -- | ----- | -- | ------ |
| 1     | Анастасия Мишина / Владислав Мирзоев      | Россия    | 180.63       | 1  | 64.73 | 1  | 115.90 |
| 2     | Анна Душкова / Мартин Бидарж              | Чехия     | 167.76       | 2  | 61.38 | 2  | 106.38 |
| 3     | Александра Бойкова / Дмитрий Козловский   | Россия    | 159.72       | 4  | 58.75 | 3  | 100.97 |
| 4     | Алина Устимкина / Никита Володин          | Россия    | 158.14       | 3  | 59.05 | 4  | 99.09  |
| 5     | Екатерина Александровская / Харли Уиндзор | Австралия | 141.36       | 5  | 57.08 | 5  | 84.28  |
| 6     | Амина Атаханова / Илья Спиридонов         | Россия    | 139.50       | 6  | 56.78 | 6  | 82.72  |

### Танцы на льду (юн)
| Место | Фигуристы                              | Страна  | Сумма баллов | SD | SD    | FD | FD    |
| ----- | -------------------------------------- | ------- | ------------ | -- | ----- | -- | ----- |
| 1     | Рэйчел Парсонс / Майкл Парсонс         | США     | 162.50       | 2  | 66.91 | 1  | 95.59 |
| 2     | Алла Лобода / Павел Дрозд              | Россия  | 161.87       | 1  | 67.58 | 2  | 94.29 |
| 3     | Лоррейн Макнамара / Куинн Карпентер    | США     | 153.47       | 3  | 63.73 | 3  | 89.74 |
| 4     | Кристина Каррейра / Энтони Пономаренко | США     | 149.98       | 4  | 61.39 | 4  | 88.59 |
| 5     | Анжелика Абашкина / Луи Торон          | Франция | 146.12       | 5  | 60.08 | 5  | 86.04 |
| 6     | Анастасия Шпилевая / Григорий Смирнов  | Россия  | 140.64       | 6  | 59.29 | 6  | 81.35 |